# 23468 Kannabe
23468 Kannabe este un asteroid din centura principală de asteroizi.

## Descriere
23468 Kannabe este un asteroid din centura principală de asteroizi. A fost descoperit pe 20 septembrie 1990 la Geisei de Tsutomu Seki. Asteroidul prezintă o orbită caracterizată de o semiaxă mare de 2,68 ua, o excentricitate de 0,31 și o înclinație de 11,3° în raport cu ecliptica.